# 11-Hidroxi-tetrahidrokannabinol
A 11-hidroxi-Δ9-tetrahidrokannabinol (11-OH-THC) a THC fő aktív metabolitja, amely a szervezetben képződik   cannabisfüst belégzése után. A 11-hidroxi-THC bizonyítottan önmagában is aktív, de hatásai nem szükségszerűen azonosak a THC hatásaival. Feltételezik, hogy a cannabis kétfázisú hatását a THC aktív metabolitjai okozzák és nem a növényben jelenlevő többi anyag, mint pl a Cannabidiol; a 11-hidroxi-THC tehát felelős lehet az álmosság és a megnövekedett étvágy kiváltásáért, melyek általában a kezdeti euforikus állapot (high) alábbhagyása után jelentkeznek.
A 11-hidroxi-THC tovább metabolizálódik 11-nor-9-karboxi-THC-vé, amely nem pszichoaktív, de szerepet játszhat a cannabis gyulladás- és fájdalomcsillapító hatásának kiváltásában.